# J. M. S. Careless
James Maurice Stockford Careless (* 17. Februar 1919 in Toronto; † 6. April 2009) war ein kanadischer Historiker an der Universität Toronto. Er erwarb sich Verdienste bei der Popularisierung und Verbreitung historischer Stoffe, arbeitete als Autor und Berater, und erhielt neben dem Order of Canada den Order of Ontario. Zudem war er Mitglied der Royal Society of Canada.

## Leben und Werk
J.M.S. Careless wurde in Toronto geboren, wo er bis 1936 die University of Toronto Schools besuchte. 1940 erlangte er den Bachelor of Arts vom Trinity College an der Universität von Toronto. Am 31. Dezember des Jahres heiratete er Elizabeth Isobel Robinson, mit der er fünf Kinder hatte.

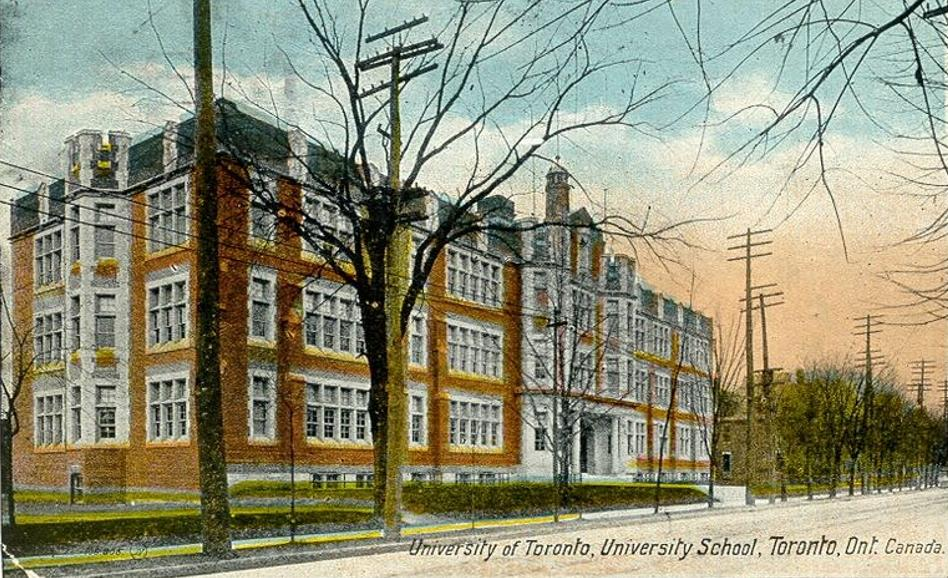
University of Toronto Schools, 1920

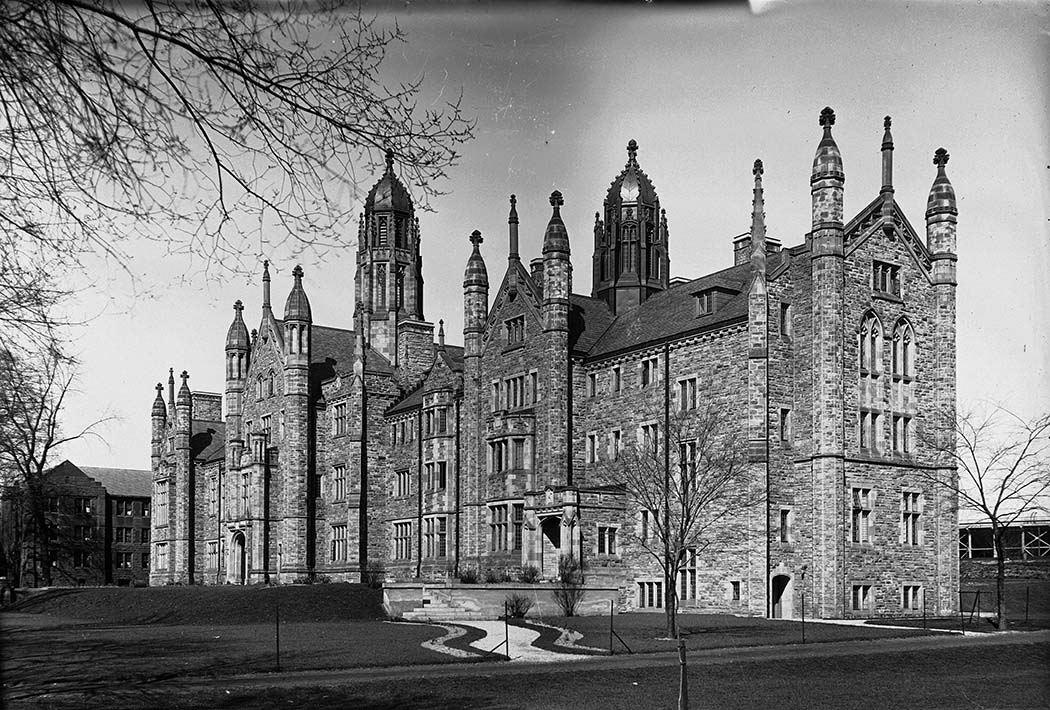
Trinity College, 1929

Er ging zur Harvard University, wo er 1941 die Prüfung zum Master, 1950 die zum Ph.D. absolvierte. Die lange Unterbrechung zwischen Master und Promotion war durch den Zweiten Weltkrieg bedingt. Careless arbeitete für die historische Abteilung des Naval Service Headquarters in Ottawa, wechselte dann zum Außenministerium, dem Department of External Affairs. Auch arbeitete er als Diplomat auf dem Schiff MS Gripsholm, einem schwedischen Schiff, das dem Internationalen Komitee vom Roten Kreuz zum Verwundeten- und Gefangenenaustausch der Kriegsparteien zur Verfügung gestellt worden war.
Careless hielt seine ersten Veranstaltungen an der Universität Toronto im Jahr 1945. Dabei hielt er Graduate- und Undergraduate-Kurse in kanadischer Geschichte mit den Schwerpunkten Politik, ethnische Geschichte, Stadt- und Geistesgeschichte. 1949 wurde er Assistant Professor, 1954 Associate Professor, fünf Jahre später (full) Professor, 1977 University Professor. Er wurde 1959 fast zugleich Chairman des Department of History (1967) und Präsident der Ontario Historical Society, zudem Vice-Chairman des Archaeological and Historic Sites Board von Ontario. 1963 bis 1973 war er Kurator des Ontario Science Centre und von 1975 bis 1981 Direktor der Ontario Heritage Foundation. 1984 wurde er emeritiert.

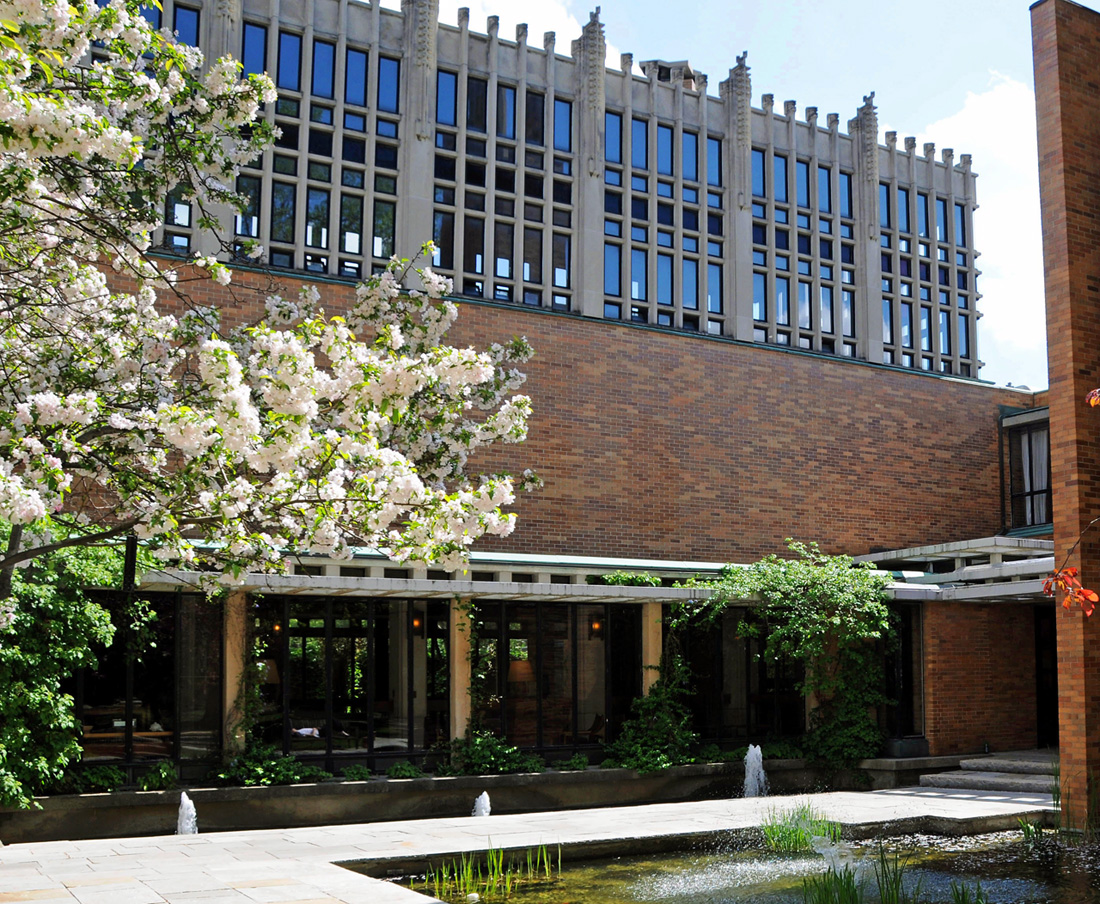
Massey College in Toronto

Dennoch unterrichtete Careless weiterhin. 1985 wurde er Senior Fellow Emeritus am Massey College, 1987 Senior Research Associate am Victoria College und zugleich Donald Creighton Lecturer an der Universität Toronto. Er hielt Vorlesungen in den USA, in Indien, Japan, Australien und Großbritannien, er erhielt den Rockefeller Award der Cambridge University in den Jahren 1955–1956, den Carnegie Award der Australischen Universitäten 1958, er war Visiting Professor an der University  of Victoria in den Jahren 1968–1969, und schließlich 1978 Senior Research Fellow an der Australian National University in Canberra.
Darüber hinaus betätigte sich Careless bei zahlreichen Features und Filmproduktionen als wissenschaftlicher Berater, wie etwa 1959 bei Lord Elgin: Voice of the People, 1961 bei John A. Macdonald: The Impossible Idea, Joseph Howe: The Tribune of Nova Scotia und Lord Durham sowie Robert Baldwin: A Matter of Principle und William Lyon Mackenzie: A Friend to His Country. Damit lag er ganz im Rahmen der Regierungspolitik, die mit der CBC das Nationalbewusstsein der Kanadier und ihre Kenntnis der eigenen Geschichte vertiefen wollte. Das galt auch für Produktionen wie Alexander Galt: The Stubborn Idealist und Louis-Hippolyte Lafontaine (beide 1962), oder die 1964 entstandenen Beiträge John Cabot: A Man of the Renaissance und The Last Voyage of Henry Hudson, ebenso wie für Selkirk of Red River, David Thompson: The Great Mapmaker oder Alexander Mackenzie: The Lord of the North. 1987 war er beratend bei der Fernsehreihe Origins: A History of Canada beteiligt.
Mit dem Governor General's Awards erhielt er 1953 seine erste Auszeichnung für sein Überblickswerk über die kanadische Geschichte, einen Preis, den er nochmals für seine zweibändige Biographie über den Herausgeber des Toronto Globe erhielt. 1962 erhielt Careless die J.B. Tyrrell Historical Medal für besondere Verdienste als Historiker, im selben Jahr wurde er Mitglied der Royal Society of Canada. 1967 erhielt er die Cruikshank Medal der Ontario Historical Society. 1981 wurde er Officer des Order of Canada für seine Verdienste um die Breitenwirkung historischer Forschung. 1987 erhielt er den Order of Ontario, nachdem er 1984 und 1985 den City of Toronto Award erhalten hatte. Schließlich erhielt er 1987 den National Heritage Award. Hinzu kamen zahlreiche universitäre Ehrenwürden.
Careless starb am 6. April 2009.

## Werke (Auswahl)
- Canada. A Story of Challenge, 1953
- Brown of the Globe, Bd. 1 (1959), Bd. 2 (1963)
- Rise of Cities in Canada, 1978
- Toronto to 1918. An Illustrated History, 1984
- Frontier and Metropolis, 1989
- Ontario. A Celebration of Heritage, 2 Bde., 1991, 1992
- Canada. A Celebration of Heritage, 2 Bde., 1994, 1995